# Xenofrea veronicae
Xenofrea veronicae es una especie de escarabajo longicornio del género Xenofrea, tribu Xenofreini, subfamilia Lamiinae. Fue descrita científicamente por Dalens, Touroult & Giuglaris en 2009.

## Descripción
Mide 4-4,1 milímetros de longitud.

## Distribución
Se distribuye por Guayana Francesa.